# خورشیدگرفتگی ۲۱ ژوئیه ۱۹۰۶
خورشیدگرفتگی ۲۱ ژوئیه ۱۹۰۶ (به انگلیسی: Solar eclipse of July 21, 1906) یک خورشیدگرفتگی از نوع خورشیدگرفتگی جزئی است. این خورشیدگرفتگی در تاریخ ۲۱ ژوئیه ۱۹۰۶ میلادی (‎۲۹ تیر ۱۲۸۵ خورشیدی) روی داد که زمان اوج آن، ساعت ۱۳:۱۴:۱۹ به‌وقت ساعت هماهنگ جهانی بوده است.